# Vernon DeMars
Vernon DeMars, oppure De Mars (San Francisco, 26 febbraio 1908 – 29 aprile 2005), è stato un architetto e insegnante statunitense.

## Biografia
Vernon DeMars nacque a San Francisco il 26 febbraio 1908, figlio di Louis A. DeMars di Montréal (Canada) e Bessie Willis DeMars di Little Rock (Arkansas).
Da giovane viaggiò molto e si interessò, oltre che all'architettura, alla cultura dei nativi americani, dai quali imparò le danze.
Vernon DeMars si laureò in architettura a Berkeley nel 1931.
Viene spesso associato al gruppo di architetti della cosiddetta scuola californiana, i quali, sotto molti punti di vista tecnici, furono influenzati dagli insegnamenti del maestro Frank Lloyd Wright.
Il DeMars ottenne popolarità realizzando nel 1937, in collaborazione con B. S. Cairns, un villaggio a Chandler, nell'Arizona, per la Farm Security Administration.
Per utilizzare il massimo di mano d'opera impiegò mezzi costruttivi tradizionali, come la muratura in mattoni di fango e paglia fatti seccare al sole, raggiungendo, nonostante la povertà del materiale, buoni risultati espressivi.
Nel 1941, per lo stesso ente realizzò il villaggio di Woodville in California, importante per il suo pregevole disegno urbanistico e per il rigore delle architetture che utilizzano in modo prevalente il legno come mezzo costruttivo.
Fra le successive opere di DeMars si possono menzionare un grande piano di ristrutturazione per San Francisco, il Golden Gateway Redevelopment Project, in collaborazione con Wuster, Bernardi, Emmons.
Insieme a Joseph Esherick, ha progettato Wurster Hall, Sproul Plaza e lo Student Center presso l'Università della California, Berkeley.
Mentre lavorava come docente di architettura presso il Massachusetts Institute of Technology (MIT), DeMars ha co-diretto un progetto di ricerca studentesco che ha portato a un progetto di alloggi per docenti e allievi di 12 piani che all'epoca fu molto apprezzato e premiato.
Nel 1954, assieme all'architetto Donald Hardison e all'architetto paesaggista Lawrence Halprin, progettò l'Easter Hill Village, un complesso residenziale pubblico a Richmond, in California. Questo complesso è stato visto come un precursore delle comunità pianificate ed è stato premiato come un pregevole esempio delle migliori abitazioni negli Stati Uniti.

## Opere
- Villaggio a Chandler (Arizona) (1937);
- Villaggio di Woodville (California) (1941);
- Piano di ristrutturazione per San Francisco, il Golden Gateway Redevelopment Project;
- Wurster Hall, Sproul Plaza e lo Student Center presso l'Università della California (Berkeley);
- Eastgate Apartments al MIT;
- Easter Hill Village, complesso residenziale pubblico a Richmond (California).